# Stèles funéraires du cercle funéraire A de Mycènes
Les stèles funéraires du cercle funéraire A de Mycènes sont une série de stèles trouvées parmi les six fosses du cercle funéraire A sur le site de Mycènes, marquant les lieux de sépulture de défunts mycéniens. Elles sont conservées au Musée national archéologique d'Athènes.
Au moins 21 stèles ont été découvertes dans le cercle funéraire A, dont 12 ayant une sculpture en relief identifiable. La plupart sont des dalles verticales et rectangulaires de calcaire oolithique, datant de 1600 à 1500 avant notre ère. L'iconographie représentée sur ces stèles comprend des scènes de chars, des scènes de chasse et des motifs en cercles et en spirale caractéristiques de la période mycénienne grecque. Les spécialistes soutiennent que ces scènes montrent la prévalence de la guerre dans la culture mycénienne, en plus d'une société hiérarchisée.

## Description
Les 21 stèles trouvées dans le cercle funéraire A sont taillées dans le calcaire oolithique, matériau utilisé dans de nombreuses constructions mycéniennes. Pour sculpter les stèles, les artistes mycéniens ont découpé le fond d'une image précédemment esquissée, créant un relief. Des outils, comme le compas, et les gabarits servent à sculpter les détails. Les érudits spéculent également que les stèles pouvaient être peintes. L'iconographie se compose principalement de motifs géométriques, comme des cercles et des spirales. Des images figuratives, comme des scènes de chars avec des humains et de grands animaux comme des chevaux et des lions, apparaissent également. Les stèles sont stylistiquement similaires aux stèles funéraires trouvés au cercle funéraire B, mais aucun des deux groupes n'a de traits similaires aux pièces créées par les Minoens.

### Stèles sculptées
- La stèle I (NAMA 1427) est constituée d'une scène centrale encadrée par deux colonnes de motifs en spirale. Le centre représente un homme dans un char dirigeant un cheval et roulant sur un autre homme, peut-être en armure, allongé. Sous la scène du char, un lion pourchasse un animal ;
- La stèle II (NAMA 1430) se compose de trois colonnes sculptées, dont l'extérieur représente un motif de méandres, ressemblant à des serpents ;
- La stèle III se compose de quatre colonnes verticales contenant des motifs en spirale, avec des cercles entre les spirales ;
- La stèle IV (NAMA 1429) se compose de trois panneaux horizontaux, les panneaux supérieur et inférieur  montrant des motifs en spirale. Le panneau du milieu représente une scène de char, avec un homme conduisant le char et un autre homme devant le char possiblement avec une arme ;
- La stèle V (NAMA 1428) se compose de deux panneaux horizontaux sculptés : le panneau supérieur montre un motif en spirale ; le panneau inférieur représente un homme sur un char, conduisant un cheval avec des rênes, avec un personnage masculin secondaire à droite de la scène, portant peut-être une arme[4] ;

- La stèle VI est constituée d'un cadre de motifs en spirale, avec un panneau central contenant quatre chevaux cabrés, empilés ;
- La stèle VII, fragmentaire, montre des motifs en spirale et la tête d'un cheval ;
- La stèle VIII est également fragmentaire, contenant des motifs en spirale, une roue, la tête d'un éventuel conducteur de char et le sabot d'un éventuel cheval ;
- La stèle IX contient une autre scène de char avec des motifs en spirale ;
- Les fragments X, XI et XII pourraient appartenir à une même stèle, présentant des têtes de chevaux et d'humains, peut-être des pieds.

## Signification
Étant donné que les chars sont un aspect courant de la guerre de l'âge du bronze au Proche-Orient et en Égypte, les chercheurs émettent l'hypothèse que les scènes de chars représentées sur ces stèles funéraires (en particulier I, IV, V et VIII) témoignent d'une culture qui accorde une grande importance à la guerre,. Cependant, d'autres chercheurs doutent de cette interprétation, car le terrain montagneux de la Grèce rend l'usage de chars difficiles en temps de guerre. Un autre argument détermine que la fonction principale de ces stèles funéraires est d'être des symboles de statut, avec des images héroïques. Ils soutiennent que la présence d'objets funéraires opulents dans les tombes marquées par les stèles étaie davantage cette interprétation.
Étant donné que seulement six fosses funéraires se trouvent dans le cercle A, de nombreux chercheurs, comme John G. Younger, se demandent pourquoi il y a tant de stèles en relation avec les lieux de sépulture. Younger conclut que les stèles ne se réfèrent à aucune sépulture spécifique, mais représentent plutôt l'ensemble des défunts inhumés dans le cercle A. Cependant, Giampaolo Graziadio suggère que les tombes peuvent présenter plus d'une stèle comme indicateur de statut. 
De plus, les chercheurs utilisent l'iconographie sur les stèles pour interpréter la vie de la population mycénienne. John G. Younger tente de déduire le sexe des défunts à partir des dessins des stèles, déclarant que si les scènes de char font probablement référence à des hommes, les dessins géométriques de type textile peuvent faire référence à des femmes. J.C. Wright utilise la symbolique présente sur les stèles funéraires pour montrer l'évolution des pratiques mortuaires des fosses funéraires du début de la période mycénienne jusqu'aux tombes à tholos de la période mycénienne tardive,,,.

## Galerie

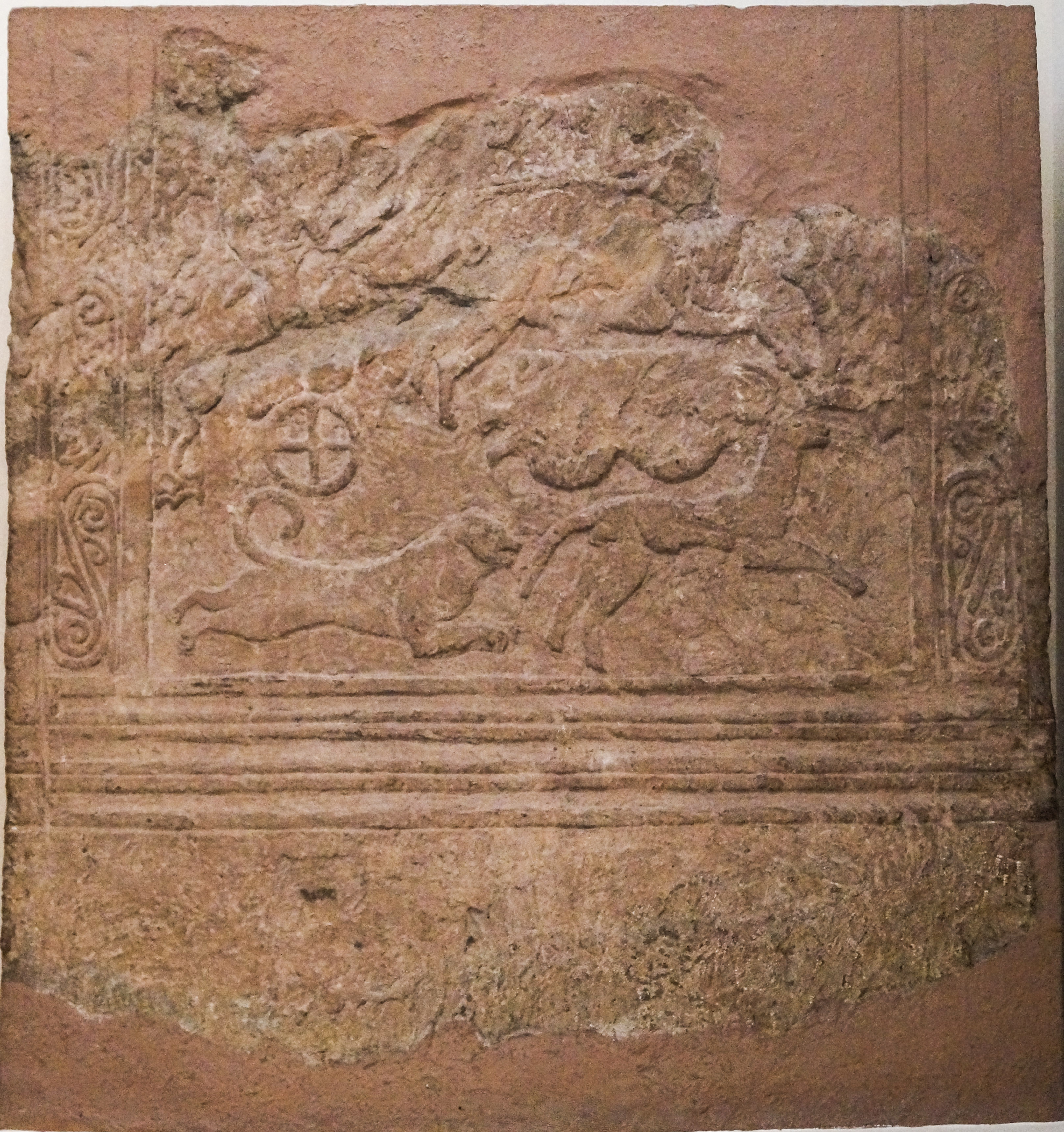
Stèle I (NAMA 1427).
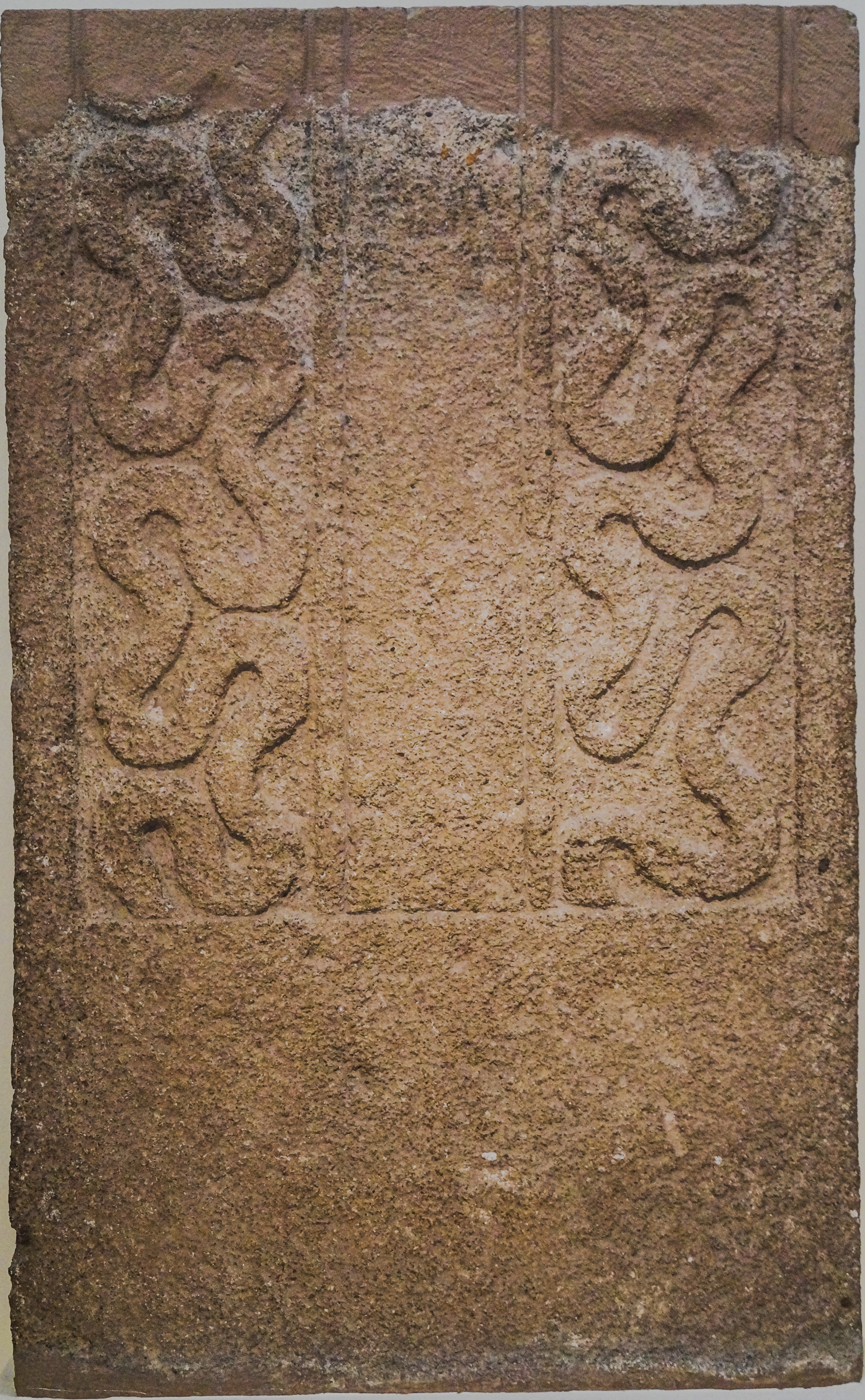
Stèle II (NAMA 1430).
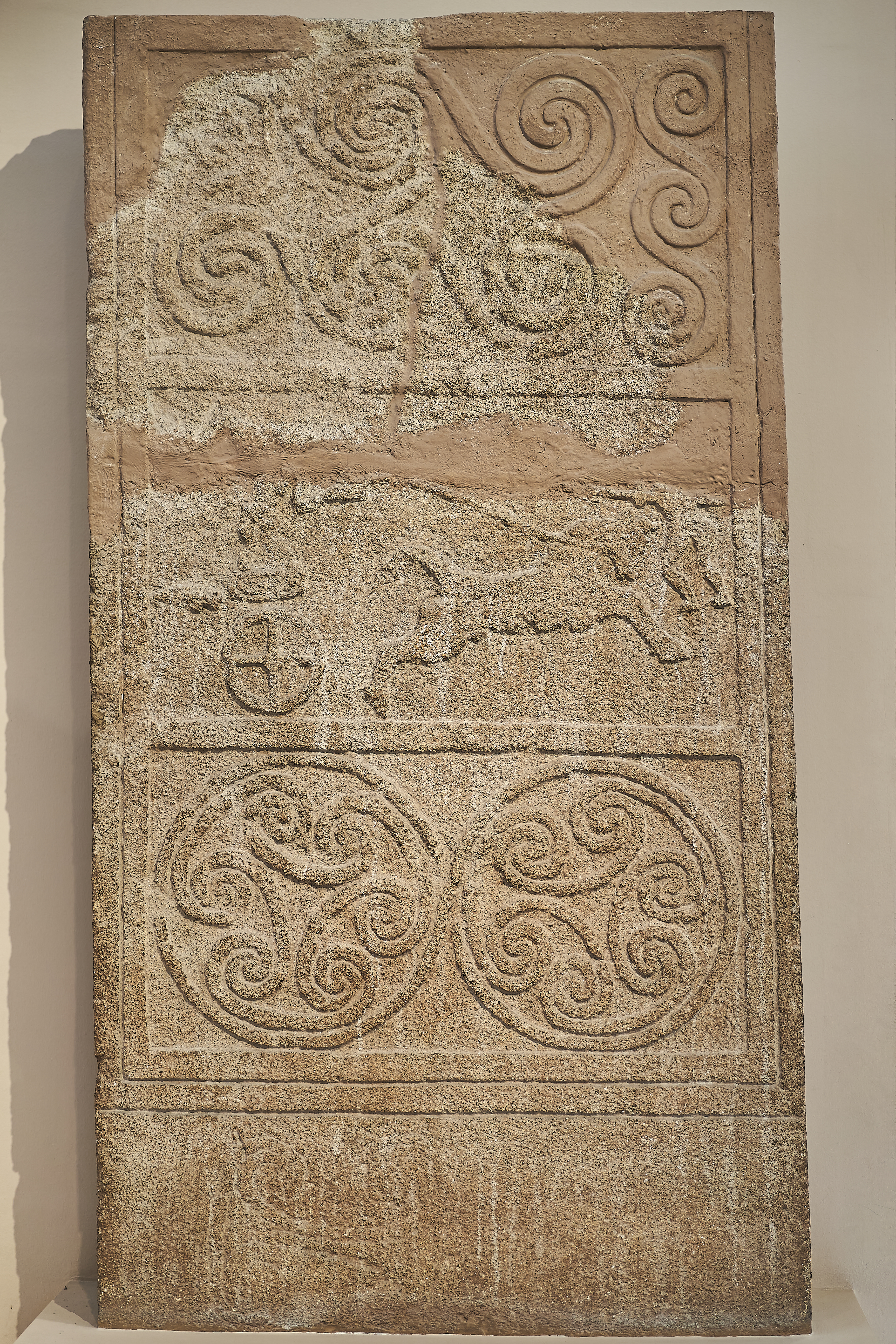
Stèle IV (NAMA 1429).
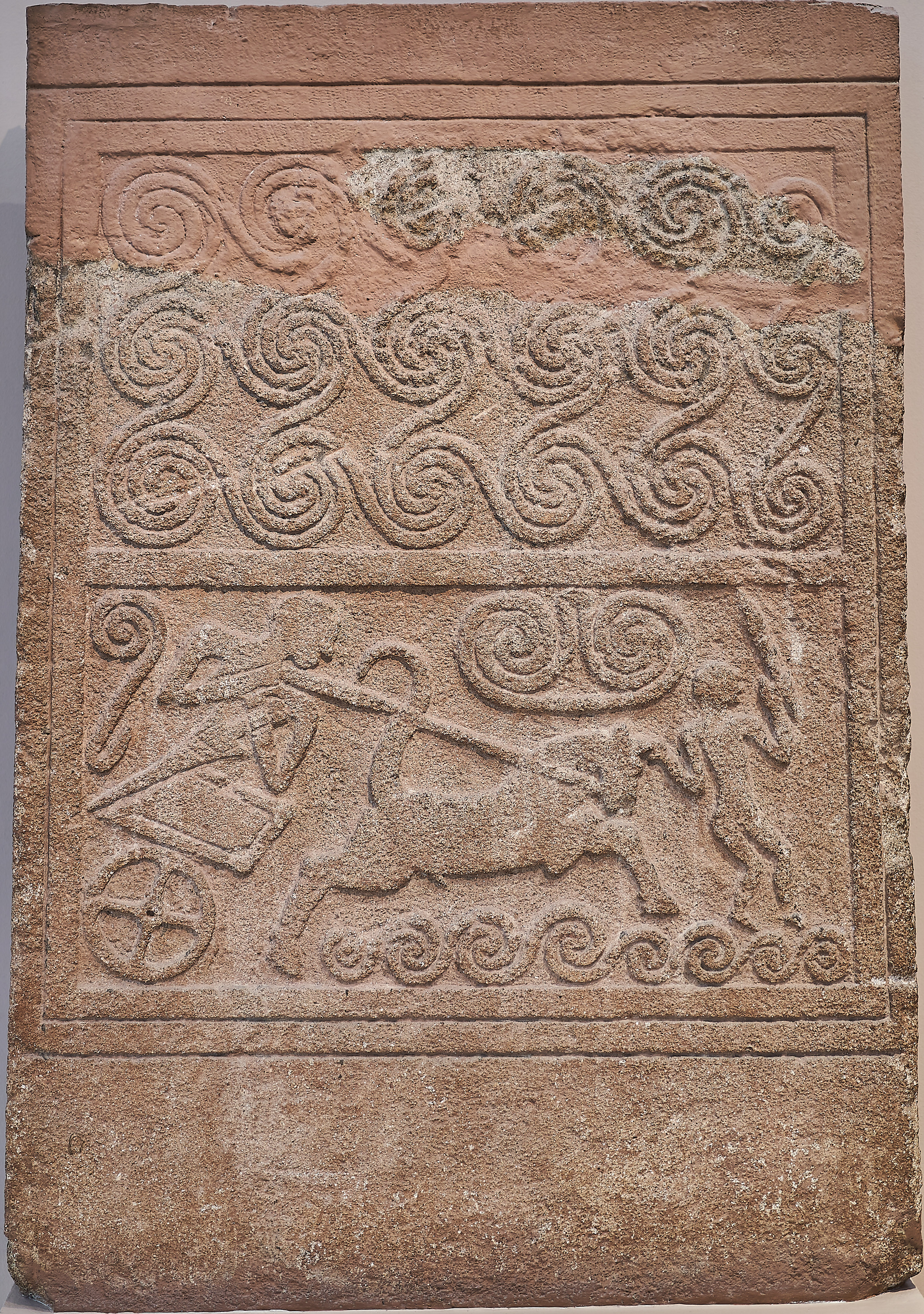
Stèle V (NAMA 1428).